# Wenzel Robert von Gallenberg
Wenzel Robert von Gallenberg, né le 28 décembre 1783 à Vienne et mort le 13 mars 1839 à Rome, est un compositeur autrichien.

## Biographie
Wenzel Robert von Gallenberg naît le 28 décembre 1783 à Vienne.
Il est élève d'Albrechtsberger. Il épouse en 1803 la comtesse Julia Guicciardi, à laquelle Beethoven dédie sa sonate en ut dièse mineur (op. 27). Gallenberg écrit en 1805 à Naples, de la musique de fête en l'honneur de Joseph Bonaparte. Après avoir accepté avec Barbaja, de 1821 à 1823, la direction de l'Opéra de la Cour à Vienne, il prend en 1829, pour son propre compte, l'entreprise du Theater am Kärntnertor, mais est rapidement complètement ruiné. Il entre de nouveau en relations avec Barbaja à Naples, soit comme compositeur, soit comme directeur. Il écrit environ cinquante ballets et une quantité de morceaux de piano de demi-caractère.
Wenzel Robert von Gallenberg meurt le 13 mars 1839 à Rome.